# Fernando Arrabal
Pour les articles homonymes, voir Arrabal.
Fernando Arrabal [feɾˈnando arraˈβal], né le 11 août 1932 à Melilla (Espagne), est un poète, romancier, essayiste, dramaturge et cinéaste franco-espagnol.
Ce desterrado vit en France à partir de 1955. Il a réalisé sept longs-métrages. Il a publié une centaine de pièces de théâtre, quatorze romans, de nombreux livres de poésie, plusieurs essais et sa célèbre Lettre au général Franco du vivant du dictateur. Son théâtre complet est publié en de nombreuses langues (en deux volumes de plus de deux mille pages). Il est cofondateur du mouvement Panique avec Roland Topor, Christian Zeimert et Alejandro Jodorowsky, et Transcendant satrape du Collège de 'Pataphysique depuis 1990. Pour le dramaturge, le Panique est une « manière d’être [...] régie par la confusion, l'humour, la terreur, le hasard et l'euphorie » (Panique, Manifeste pour le troisième millénaire) (thèmes récurrents dans son art.)
Influencé par Lewis Carroll et son monde magique, mais aussi par Kafka, Beckett, Artaud ou encore Alfred Jarry, il a brisé les conventions, notamment au théâtre.
Ami d'Andy Warhol et de Tristan Tzara, il a passé trois années avec le groupe surréaliste d'André Breton. Le critique dramatique Mel Gussow (en) l'a considéré comme l'unique survivant des « quatre avatars de la modernité ».

« Un théâtre fou, brutal, clinquant, joyeusement provocateur. Un potlatch dramaturgique où la carcasse de nos sociétés « avancées » se trouve carbonisée sur la rampe festive d'une révolution permanente. Il hérite de la lucidité d'un Kafka et de l'humour d'un Jarry ; il s'apparente, dans sa violence, à Sade ou à Artaud. Mais il est sans doute le seul à avoir poussé la dérision aussi loin. Profondément politique et joyeusement ludique, révoltée et bohème, elle est le syndrome de notre siècle de barbelés et de goulags : une façon de se maintenir en sursis. »

— Dictionnaire des littératures, Éditions Bordas

## Biographie
Dans son enfance, Arrabal a souffert de la mystérieuse disparition de son père, condamné à mort par le régime de Franco, puis évadé en 1941. À cause de ce traumatisme, comme l'a écrit le prix Nobel Vicente Aleixandre, 

« la connaissance qu'apporte Arrabal est teintée d'une lumière morale qui réside dans la matière même de son art. »

### Enfance (1932-1946)
Fernando Arrabal Terán est le fils du peintre Fernando Arrabal Ruiz et de Carmen Terán González.
Le 17 juillet 1936 lors de la tentative de coup d'État militaire à l'origine de la guerre civile espagnole, le père de Fernando Arrabal demeure fidèle à la République, et, en conséquence, est condamné à mort pour rébellion militaire. Par la suite, la peine sera commuée en trente années de prison. Fernando Arrabal senior passe par les prisons de Santi Espiritu à Melilla, Monte Hacho à Ceuta (où il tente de se suicider), Ciudad Rodrigo et Burgos, jusqu'à ce que, le 4 décembre 1941, il soit transféré à l'hôpital de Burgos, étant supposé malade mental. Des recherches postérieures laissent à penser que la maladie était simulée afin d'obtenir un transfert dans un endroit moins surveillé. Le 29 décembre 1941, Fernando Arrabal senior s'évade de l'hôpital en pyjama, alors qu'au-dehors un mètre de neige recouvre les champs. On n'aura plus jamais de nouvelles de lui, malgré des investigations minutieuses réalisées plus tard.

Arrabal écrit : 

« Sans vouloir comparer l'incomparable, face à ces choses crépusculaires (et sans lien logique bien souvent) je pense fréquemment à un bouc émissaire : mon père. Le jour où a commencé la guerre incivile, il a été enfermé par « ses compagnons compatissants » dans la salle des drapeaux d'une caserne de Melilla ; pour qu'il réfléchisse bien, car il risquait d'être condamné à mort pour rébellion militaire s'il ne se joignait pas au soulèvement (alzamiento). Au bout d'une heure le lieutenant Fernando Arrabal a appelé ses ex-camarades, déjà ! Pour leur dire qu'il n'avait pas besoin de réfléchir davantage. Grâce à cela aujourd'hui dois-je être témoin, exemple ou symbole, comme lui, de ce qu'il advient de plus essentiel ? Moi qui ne suis qu'un exilé. Si on m'éloigne de mes bien-aimés chiffres, ce qui m'entoure me porte à la confusion, au désordre… sans ordonnance. Je ne veux pas être un bouc émissaire comme l'a été mon père, je ne veux qu'expirer vivant, quand Pan le voudra. »

Pendant ce temps, la mère d'Arrabal, en 1936, était revenue à Ciudad Rodrigo, où elle installe Fernando tandis qu'elle va travailler à Burgos, alors capitale des Nationalistes et résidence du gouvernement du général Franco. En 1937 Fernando entre à l'école des Thérésiennes, jusqu'à ce que, en 1940, une fois terminée la guerre civile, sa mère aille vivre à Madrid, précisément au 17, rue de la Madera. Il apprend à lire et à écrire à Ciudad Rodrigo (dans la province de Salamanque).
En 1941, Fernando Arrabal gagne un concours d'« enfants surdoués ». Il fait ses études au collège des Escolapios de San Antón (école pie fréquentée en leur temps par Victor Hugo et Jacinto Benavente) et plus tard chez les Escolapios de Getafe. À cette époque Arrabal lit beaucoup et mène des expériences, qui, comme il le reconnaît lui-même, lui seront utiles plus tard.

### Jeunesse (1946-1956)
En 1947, sa mère l'oblige à suivre des cours préparatoires pour entrer à l'Académie générale militaire, mais Arrabal n'y assiste pas, de sorte qu'en 1949 il est envoyé à Tolosa (province de Guipuscoa) où il étudie à l'école théorico-pratique de l'industrie et du commerce du papier. C'est à cette époque, en 1950, qu'il écrit plusieurs pièces de théâtre aujourd'hui inédites.
En 1951 il commence à travailler à la Papelera Española. Il est envoyé à Valence où il passe le baccalauréat, puis à Madrid où il étudie le droit. Pendant ces années il fréquente l'Ateneo de Madrid et les poètes postistes, s'attelle à de nouvelles versions de Pique-nique (alors intitulée Les soldats), et il écrit El triciclo (premier titre : Les Hommes au tricycle).
En 1954, il se rend à Paris en auto-stop pour voir jouer Mère Courage et ses enfants de Bertolt Brecht, car le Berliner Ensemble se produit dans la capitale. Plus tard, à Madrid, il fait la connaissance de Luce Moreau qui deviendra sa femme. En 1955 il obtient une bourse de trois mois pour étudier à Paris et pendant ce temps, il vit au collège d'Espagne de la Cité universitaire. Il fait alors une grave rechute de tuberculose, quinze jours après son arrivée en France et est il est accueilli comme émigré au Sanatorium  universitaire Jacques Arnaud, situé dans la commune de Bouffémont, près de Paris, dans le Val d'Oise. C'est le lieu où il écrit ses premières pièces et profité de ses « cures de sommeil » pour continuer à écrire. Un jour viennent à Bouffémont l’un des jurés du prix Jean Mercure et son épouse, et l'une des pièces écrites au sanatorium a obtenu ledit prix, aussi dénommé « L’aide à la première pièce ». Ainsi, il a toujours considéré cette maladie comme une « malheureuse chance » qui lui a permis de s'installer définitivement dans sa véritable patrie, celle de Kundera et de Vivès, d'Ignace de Loyola et de Picasso : l'exil.

### Procès et prison
Jugé sous le régime franquiste en 1967 et emprisonné pour son engagement politique à travers son œuvre, et ce malgré le soutien énergique de la plupart des grands écrivains de l'époque, de François Mauriac à Arthur Miller, et une requête auprès du tribunal du célèbre romancier et dramaturge irlandais Samuel Beckett qui déclarera alors : 

« Si faute il y a qu'elle soit vue à la lumière du grand mérite d'hier et de la grande promesse de demain et par là pardonnée. Que Fernando Arrabal soit rendu à sa propre peine. »

### Années 1970 et l'après-franquisme
En 1974, il apparaît dans Italiques pour parler de l'œuvre de Roland Topor.
Sa Lettre au général Franco, publiée du vivant de son destinataire, soulève beaucoup d'émotions.
À la mort de Franco, il fait partie du groupe des cinq Espagnols (interdits de retour) les plus dangereux, avec Santiago Carrillo, Dolores Ibárruri (la Pasionaria), Enrique Líster et Valentín González (El Campesino).
Plus tard la démocratie en Espagne lui permettra d'atteindre une véritable reconnaissance dans son pays natal avec une centaine de distinctions dont deux prix nationaux de théâtre. Certaines de ses pièces connaîtront de grands succès, comme Lettre d'amour interprétée par María Jesús Valdés au Centro Dramático Nacional.

## Prix et reconnaissance

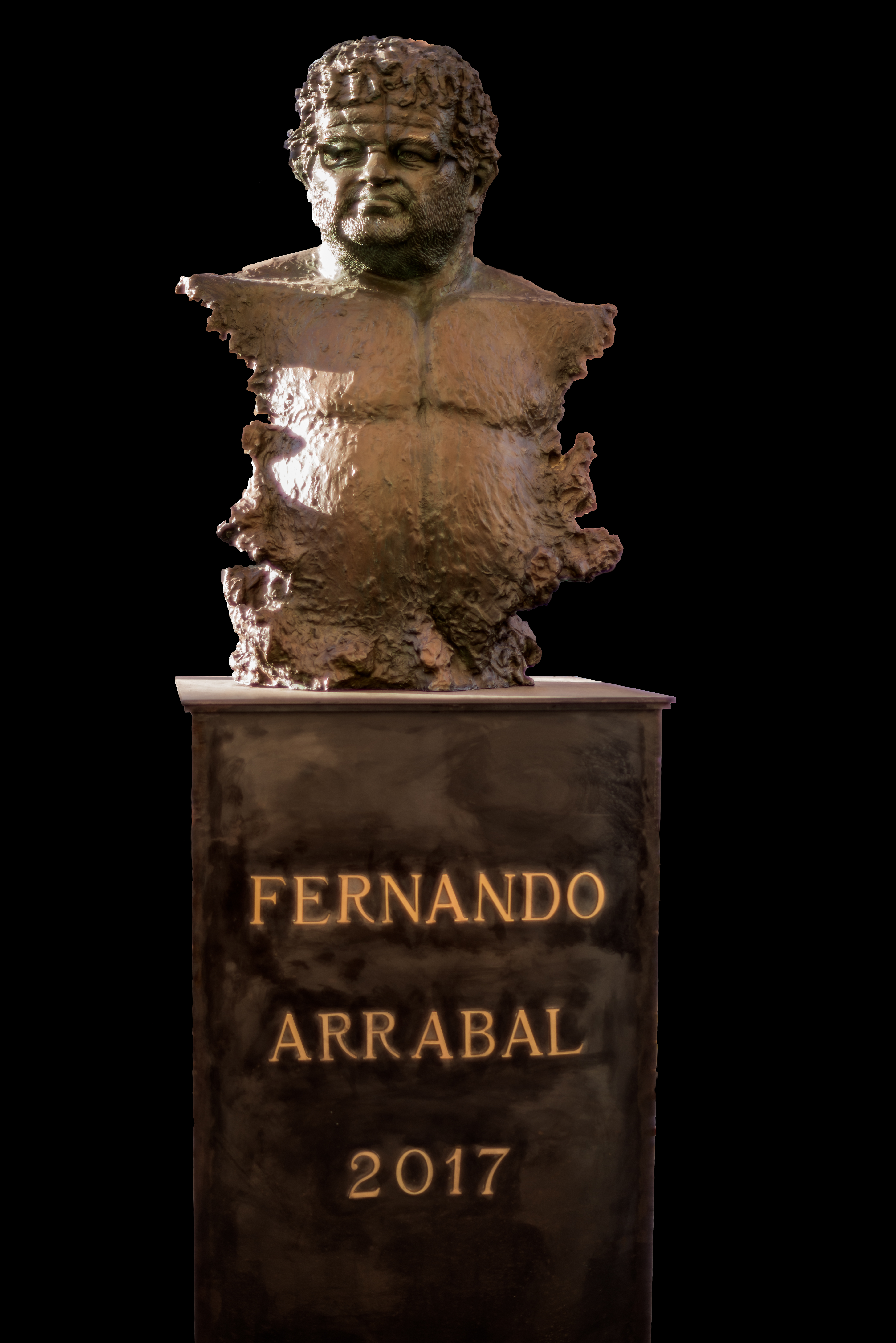
Buste de Fernando Arrabal par Mustafa Arruf.

Bien que controversée, son œuvre est reconnue partout dans le monde (grand prix de théâtre de l'Académie française, prix Nabokov du roman, Espasa d'essai, World’ Theater, Pasolini de cinéma, le Mariano de Cavia de journalisme, Alessandro Manzoni de poésie, etc.).
Il a été finaliste du prix Cervantes avec l'appui de Camilo José Cela et José Hierro.
Il s'est vu décerner la Légion d'honneur le 14 juillet 2005 et, en 2007, le titre de docteur honoris causa de l'université Aristote (Grèce).
Il a reçu les prix suivants :
- 1986 : Médaille d'or du mérite des beaux-arts du ministère de la Culture[11]
- 1993 : Grand prix du théâtre de l’Académie française
- 1996 : Médaille d'or du Círculo de Bellas Artes[12]
- 2011 : « Grand Rectum » de la Symfolium Université de foulosophie[13] Au cours de cette semaine de nombreuses activités sont programmées telles une partie d'échecs en simultanée à la Grande bibliothèque de Montréal, une rencontre avec la troupe Momentum qui lui a rendu un hommage particulier en reprenant devant lui un de ses textes sur scène devant plus de 450 personnes[réf. souhaitée].
- 2015 : Médaille d'honneur de la Société des auteurs et compositeurs dramatiques (SACD)
- 2019 : Gran Cruz de la Orden Civil de Alfoso X el Sabio[14]

Un buste de lui a été fait par Cyril de La Patellière pendant la représentation même d'une de ses pièces de théâtre à Nice en juin 1992. Ce buste a fait partie d'une exposition itinérante en Europe sous le titre « Parigi l'avanguardia ».
En 1994, le sculpteur Mustafa Arruf réalise un buste en bronze que la ville de Melilla consacre à la longue et internationale carrière du dramaturge.

## Œuvre

### Romans
Arrabal a reçu le prix Nadal du roman en 1982 pour La torre herida por el rayo (publié en français aux éditions Grasset, sous le titre La tour prends garde). Il a remporté aussi le prix Nabokov international.
- Baal Babylone, éd. Julliard, Paris, 1959 (Baal Babilonia)
- L'Enterrement de la sardine, éd. Julliard, Paris, 1960 (El entierro de la sardina)
- Fêtes et rites de la confusion, éd. Losfeld, Paris, 1960 (Arrabal celebrando la ceremonia de la confusión)
- Viva la Muerte, éd. Christian Bourgois, Paris, 1971
- La Reverdie, éd. Christian Bourgois, Paris, 1972
- La tour, prends garde, éd. Grasset, Paris, 1983 (La torre herida por el rayo)
- La Vierge rouge, éd. Accropole, Paris, 1986 (La virgen roja), d'après l'histoire d'Hildegart Rodríguez Carballeira
- La Fille de King Kong, éd. Accropole, Paris, 1988 (La hija de King Kong)
- L'Extravagante Croisade d'un castrat amoureux, éd. Ramsay-de Cortanze, Paris, 1989 (La extravagante cruzada de un castrado enamorado)
- La Tueuse du jardin d'hiver, préface de Milan Kundera, éd. Écriture, Paris, 1994 (La matarife en el invernadero)
- El Mono, éd. Planeta, Barcelona, 1994
- Le Funambule de Dieu, éd. Écriture, Paris, 1998 (Levitación)
- Porté disparu, éd. Plon, Paris, 2000 (Ceremonia por un teniente abandonado)
- Champagne pour tous, éd. Stock, Paris, 2002 (id.)
- Como un paraíso de locos, éd. Bruguera, Barcelona, 2008
- El circunspecto, éd. Reino de Cordelia, Madrid, 2016.

### Œuvre poétique
Prix Alessandro Manzoni de poésie, Arrabal a écrit :
- 1963 : La Pierre de la folie (La piedra de la locura)
- 1965 : Cent sonnets
- 1985 : Humbles paradis (Mis humildes paraísos)
- 1993 : Liberté couleur de femme ou Adieu Babylone, poème cinématographique, éd. Rougerie, Mortemart
- 1997 : Lettres à Julius Baltazar, éd. Rougerie, Mortemart
- 1997 : Diez poemas pánicos y un cuento, éd. Amphora Nova

Arrabal a publié aussi huit cents livres de bibliophilie illustrés par Salvador Dalí, René Magritte, Roland Topor, Enrico Baj, Antonio Saura, Alekos Fassianos, José San Martin, Jean Miotte, Antonio Seguí, etc. parmi lesquels se détachent :
- 1975 : L'Odeur de sainteté, avec Antonio Saura, éd. Yves Rivière, Paris
- 1980 : Cinq sonnets, avec Julius Baltazar, eaux-fortes, éd. André Biren, Paris
- 1991 : Sous le flux libertin, eaux-fortes, avec Jean Cortot, éd. Robert et Lydie Dutrou, Paris
- 2004 : Triptyque, avec Catherine Millet et Michel Houellebecq, éd. Menú, Cuenca
- 2008 : Clitoris, poème avec 56 traductions (dont la version tchèque de Milan Kundera)
- Réalisation sous la direction d'Ante Glibota d'une œuvre monumentale avec les cinq artistes chinois contemporains les plus connus : Yue Minjun, Wang Guangyi, Zhang Xiaogang, Yang Shaobin et le photographe Wang Quingsong. Avec chacun des cinq artistes, Ante Glibota et Fernando Arrabal ont réalisé un seul livre « de bibliophilie », de 61 kg et 126 × 84 × 11 cm, Delight Edition.
Chacun des livres comprend un essai introductif d'Ante Glibota et 20 poèmes de 20 vers chacun d'Arrabal (en français, en anglais et en chinois).
- 2009 : Ma fellatrice idolâtre, poème illustré de neuf dessins licencieux d'Antonio Seguí, Bruxelles, Quadri gallery, 149 ex. numérotés[15],[16]
- 2009 : L’Adieu aux dinosaures, dess. Olivier O. Olivier, éd. Au crayon qui tue, Paris
- 2017 : Ma fellatrice idolâtrée..., avec la présence de Mathilde Reumaux, photographies de Jean-Louis Hess, pour Les Éroticiens, Strasbourg, Ponte Vecchio Éditions  (ISBN 978-2-917909-23-2)
- 2019 : Sarah et Victor, bois gravés originaux de José San Martin, 40 ex. numérotés, signés de l'auteur et de l'artiste, Au crayon qui tue, Paris

En 2015, certains de ses textes sont adaptés sur des pièces musicales par le groupe canadien Seagoat Bones. L'album porte le nom de Phonèmes.

### Œuvre dramatique
Premier prix international théâtre du millénaire (2010), il a publié une centaine de pièces de théâtre dans le monde entier, dont :
- Pique-nique en campagne, 1952 (Picnic)
- Le Tricycle, 1953 (El triciclo)
- Oraison, 1958 (Oracíon, 1957)
- Les Deux bourreaux, 1958
- Fando et Lis, 1958
- Le Cimetière des Voitures, 1958 (El cementerio de automóviles)
- Guernica, 1961 (Guernica, 1959)
- Le Labyrinthe, 1961 (El laberinto, 1967)
- La Bicyclette du condamné, 1961 (La bicicleta del condenado, 1959)
- Le Grand Cérémonial, 1965 (El gran ceremonial, 1963)
- Cérémonie pour un Noir assassiné, 1965
- Cérémonie pour une chèvre et un nuage, 1965
- Le Couronnement, 1966
- Concert dans un œuf, 1966
- L'Architecte et l'Empereur d'Assyrie, 1967 (El arquitecto y el emperador de Asiria, 1966)
- Les Amours impossibles, 1967
- Les Quatre cubes, 1967
- La Communion solennelle, 1967
- Strip-tease de la jalousie, 1967
- La Jeunesse illustrée, 1967
- Dieu est-il devenu fou ?, 1967
- Le Jardin des délices, 1968 (El jardín de las delicias, 1967)
- Bestialité érotique, 1968 (Bestialidad erótica)
- Une tortue nommée Dostoïevski, 1968
- …Et ils passèrent des menottes aux fleurs, 1969 (…Y pusieron esposas a las flores)
- L'Aurore rouge et noire (Groupuscule de mon cœur; Tous les parfums d’Arabie; Sous les pavés la plage; Les fillettes), 1969
- Ars Amandi, 1972
- Dieu tenté par les mathématiques, 1972
- Le Ciel et la Merde, 1972 (El cielo y la mierda)
- La Grande Revue du XXe siècle, 1972
- Jeunes barbares d'aujourd'hui[18], 1975 (Jóvenes bárbaros de hoy)
- La Guerre de mille ans (Bella Ciao), 1976
- Sur le fil, ou la ballade du train fantôme, 1976
- Vole-moi un petit milliard (sous le pseudonyme de Gérard Saint-Gilles), 1977
- La Tour de Babel, 1978
- La Marche royale, 1978
- Une orange sur le mont de Vénus, 1978
- La Gloire en images, 1978
- Mon doux royaume saccagé, 1980
- Le Roi de Sodome, 1980
- Le Ciel et la Merde II, 1980
- L'extravagante réussite de Jésus-Christ, Karl Marx et William Shakespeare, 1982
- Lève-toi et rêve, 1982
- Les Quatre Cubes, 1982
- Une chèvre sur un nuage, 1982
- Les Délices de la chair, 1984 (Delicias de la carne)
- La ville dont le prince était une princesse, 1984
- Bréviaire d'amour d'un haltérophile, 1985
- Apokalyptica, 1985
- La Charge des centaures, 1985
- Les 'Cucarachas' de Yale, 1988
- Une Pucelle pour un gorille, 1988
- The Red Madonna, 1988
- La Traversée de l'Empire, 1988
- La Nuit est aussi un soleil, 1990 (La noche también es un sol)
- Le fou rire des Lilliputiens, 1996
- Comme un lis entre les épines, 1996
- Lettre d'amour, 2004
- Claudel et Kafka, 2004
- Le Château des clandestins, 2009
- L'Adieu aux dinosaures, 2009
- Dali: prémonition de la Guerre Civile (Dali vs Picasso), 2013
- L’Impromptu (torride) du Kremlin (Staline vs Wittgenstein), 2014
- Pingouines, 2015
- Sarah et Victor, 2019

### Essais
- Carta al General Franco / Lettre au général Franco, bilingue espagnol-français, éd. Christian Bourgois, col. 10/18, Paris, 1972.
- Le Panique, éd. Union générale d'édition, Paris, 1973.
- Carta a los militantes comunistas españoles, bilingue espagnol-français, éd. Christain Bourgois, Paris, 1978.
- Carta a los españoles y otras cartas, éd. Godoy, Murcia, 1981.
- Carta a Fidel Castro, éd. Playor, Madrid, 1983.
- Introducción a Feliciano de Silva, éd. Cátedra, col. « Letras Hispánicas », 1986
- El Greco, le frénétique du spasme, éd. Flohic, Paris, 1991
- Goya / Dalí, éd. Spirali-Vel, Milan ; Studio di Val Cervo, Rome, 1992
- Cartas a Baltazar, versión de Francisco Torres Monreal, 1993.
- Genios y figuras, préface par A. Berenguer, Espasa Calpe, 1993.
- La dudosa luz del día, notes de Francisco Torres Monreal, Espasa Calpe, 1994.
- Tête de mort dans l'armoire, éd. Jannink, Paris, 1994.
- Carta al Rey de España, éd. Espasa Calpe, Madrid, 1995.
- Un esclave nommé Cervantès, ed. Plon, Paris, 1996.
- Diccionario pánico, éd. Escritos, Bruxelles, 1998.
- Lettre à Staline, Flammarion, Paris, 2004.
- Houellebecq!, éditions Le Cherche midi, Paris, 2005.
- Panique - Manifeste pour le troisième millénaire, punctum, Paris, 2006.
- El Pánico. Manifiesto para el tercer milenio (2007).
- Diccionario pánico, éd. Libros del innombrable, Zaragoza, 2008.
- Universos arrabalescos (2009).
- Defensa de Kundera, éd. Libros del innombrable, Zaragoza, 2009.

Fernando Arrabal, trop pris par ses activités littéraires, écrit de moins en moins dans la presse. Il a obtenu le prix Mariano de Cavia (la plus haute distinction pour un journaliste en Espagne) pour ses collaborations dans Generación XXI, L'Express, El Mundo, Exceso, El innombrable, ses articles de fond (opinión) dans El País et ses terceras dans ABC.

#### Livres sur les échecs
Arrabal est un grand amateur du jeu d'échecs :
- Sur Fischer : Initiation aux échecs, Éditions du Rocher, Monaco, 1972 Réédité sous le titre Fischer : Le roi maudit - Initiation aux échecs, Éditions du Rocher, 1980, 1992  (ISBN 2-268-01418-5) (Bobby Fischer: El rey maldito).
- Chroniques de L'Express. Les Échecs féeriques et libertaires, Éd. du Rocher, 1980.
- Échecs et mythe, Payot, Paris, 1984.
- Fêtes et défaites sur l'échiquier, L'Archipel, 1992

### Correspondance
- Rendez-vous à Zanzibar, correspondance « en double aveugle » avec Patrice Trigano, Éditions de la Différence, Paris, 2010
- Correspondance entre deux Rectums de l'Université de Foulosophie, avec François Yo Gourd, éditions L'Esprit frappeur, Paris, 2022.

### Photo-roman
• Vive la foulosophie !, avec Pierre Crépô, François Yo Gourd et Denis Rainville, éditions L'Esprit frappeur, Paris, 2022.

### Opéras
« Seuls cinq de mes livrets d'opéra ont été portés à la scène et ont toujours été aussi complexes que peu complexés, en Faustroll : »
- Apokaliptica, musique de Milo Kelemen
- L'Opéra de la Bastille, musique de Marcel Landowski
- Guernica, musique de Ostfiend Busing
- Picknick im Felde, musique de Constantinos Stylianou

« Je n'ai mis en scène, en octobre 1985 et à l'Opéra Royal de Belgique, que deux opéras (La vida breve de Falla et Goyescas de Granados.) Assurément, sous ma direction, les membres des chœurs, sur scène, étaient nus, mais paniquement recouverts d'argile pour être plus précis. »
Le 13 février 2009: première de son opéra « Faustbal », musique de Leonardo Balada (1933-) et mise en scène des Comediants de Barcelone. Au Teatro Real: Opéra de Madrid. Chœur et Orchestre Titulaire du Teatro Real. Orchestre symphonique de Madrid. Mise en scène : Joan Font. Jesús López Cobos: directeur musical. « Faustbal est la femme qui, au troisième millénaire est la réincarnation du docteur Faustroll d'Alfred Jarry.

### Œuvre cinématographique
Fernando Arrabal (prix Pasolini de cinéma) a réalisé sept longs-métrages comme metteur en scène. Il en a également écrit les scénarios :
- 1971 : Viva la muerte, coproduction Isabel-Films (Paris) et SATPEC (Tunis), avec Nuria Espert, Ivan Henriques et Anouk Ferjac
- 1973 : J'irai comme un cheval fou, production Babylone Films, avec Emmanuelle Riva, Hachemi Marzouk et George Shannon
- 1975 : L'Arbre de Guernica, production Babylone Films, avec Mariangela Melato et Ron Faber
- 1982 : La Traversée de la Pacific (The Emperor of Peru), production Babylone Films, avec Mickey Rooney et Monique Mercure
- 1983 : Le Cimetière des voitures, production Antenne 2, avec Alain Bashung et Juliet Berto
- 1992 : Adieu, Babylone !, production Babylone Films, Antenne 2, Cine Pacific, avec Lélia Fischer et Spike Lee
- 1998 : Jorge Luis Borges, Una vida de poesía, production Aphaville/Spirali (Italie), avec Lélia Fischer et Alessandro Atti

Et trois courts métrages :
- 1978 : Sang et Or (Sangre y oro), une production Antenne 2 avec Edgar Rock et Josua Watsky
- 1990 : Échecs et Mythe, une production Antenne 2 avec Joël Lautier, Roland Topor, Julie Delpy, Gérard Courant et Gabriel Matzneff
- 1991 : New York, New York !, une production Antenne 2 avec Tom O'Horgan, Melvin Van Peebles et Tom Bishop

Des adaptations cinématographiques ont été faites de plusieurs de ses pièces : Le Grand Cérémonial (dir. Pierre-Alain Jolivet), El triciclo (dir. Luis Argueta), El ladrón de sueños (dir. Arroyo), Pique-nique (dir. Louis Sénechal), Guernica (dir. Peter Lilienthal), Fando et Lis (dir. Alejandro Jodorowsky), etc.
- « Viva la muerte est un chef-d'œuvre absolu. Un des plus éblouissants que j'aie vus dans ma vie » (Pieyre de Mandiargues)
- « Arrabal est férocement original » (John Parrack, Rolling Stones)
- « Une œuvre audacieuse, paroxystique et artistiquement réussie » (Amos Vogel, The Village Voice)
- « Arrabal est meilleur que Fellini, qu'Ingmar Bergman... il est au cinéma ce que Rimbaud est à la poésie » (P. Bruckberger, Le Monde)

### Acteur
- 1966 : Qui êtes-vous, Polly Maggoo ? de William Klein
- 1967 : Le Lapin de Noël : Dim Dam Dom[20] de jean-Pierre Bastid
- 1969 : Le Grand cérémonial de Pierre-Alain Jolivet
- 1970 : Piège de Jacques Baratier
- 1971 : Viva la muerte de Fernando Arrabal
- 1979 : La Maladie de Hambourg de Peter Fleischmann
- 1984 : Cinématon #442 de Gérard Courant
- 1987 : Fernando Arrabal et Lucie Arrabal, Couple #35 de Gérard Courant
- 1987 : Fernando Arrabal lit Humbles paradis, Lire #10 de Gérard Courant
- 1987 : Avec Mariola #5 de Gérard Courant
- 1988 : L'Artifice et le factice, Carnets filmés de Gérard Courant
- 1989 : Le Charme discret d'un après-midi avec Lucie et Fernando Arrabal, Portrait de groupe #93 de Gérard Courant
- 1989 : Fernando Arrabal lit Le Matin des amours, Lire #28 de Gérard Courant
- 1989 : Fernando Arrabal lit Sa corolle noire suivi de Ah la belle année, Lire #28 de Gérard Courant
- 1989 : Fernando lit La Fille de King Kong, Lire #34 de Gérard Courant
- 1997 : Amours décolorées de Gérard Courant
- 2006 : Avida de Benoît Delépine et Gustave Kervern
- 2008 : La Possibilité d'une île de Michel Houellebecq
- 2011 : Ushima Next de Joan Frank Charansonnet et Jésus Manuel Montané
- 2011 : Regression Post Panic Film de Joan Frank Charansonnet
- 2017 : Daniel Prévost au FIFIGROT 2017, Carnets filmés de Gérard Courant
- 2022 : Arrabal, l'explosion panique de Jonathan Bougard

### Peinture
Fernando Arrabal a souvent déclaré qu'il est « un peintre frustré ». Dans sa propre famille, outre son père, se sont fait remarquer Ángel (1874-1926), Carmen, Lélia et surtout Julio Arrabal, « un grand portraitiste qui peint à l'huile » selon l'écrivain. Dans ses rares excursions artistiques Arrabal a peint une cinquantaine de tableaux, exécuté une centaine de dessins et autant de collages exposés dans des musées tels que Paris Art Center, Bayeux ou Carlo Borromeo de Milan.
Son activité principale, avec la peinture, consiste à collaborer avec des artistes capables de réaliser des huiles de grand format à partir des croquis détaillés qu'il leur propose.
Le premier tableau de cette collection d'une centaine d'huiles a été reproduit en 1962 dans la revue La Brèche, choisi par André Breton.
Fernando Arrabal collabore tout particulièrement avec la plasticienne/vidéaste Christèle Jacob, avec qui il a réalisé une dizaine de vidéos et une série de photomontages, qui vont de Les Artilleurs des échecs et de la littérature, d'après Henri Rousseau (1909), au Rendez-vous du Corps des satrapes, d'après Max Ernst (1922).[réf. incomplète]

### Filmographie
- 2011 : Vidarrabal, réalisé par Xavier Pasturel-Barron
- 2011 : Arrabal et les Garçons, réalisé par Christian Masson